# Karl-Uwe Strothmann
Karl-Uwe Strothmann (* 12. Juni 1965 in Bielefeld) ist ein deutscher Kommunalpolitiker, Jurist und Dozent.
Am 26. September 2004 wurde er zum hauptamtlichen Bürgermeister der Stadt Beckum gewählt, seine Amtszeit begann am 1. Oktober 2004 und endete am 31. Oktober 2020.

## Leben
Der promovierte Volljurist war vor Beginn seiner kommunalpolitischen Laufbahn zunächst als Justiziar bei der Industrie- und Handelskammer Bielefeld beschäftigt.
Nach erfolgter Wahl durch den Rat der Stadt Beckum war Strothmann dann von Mai 2001 bis September 2004 Erster Beigeordneter und Kämmerer der Stadt Beckum. Im September 2004 trat er dort für die CDU als Bürgermeisterkandidat zur Kommunalwahl an. Die Wahl fiel mit 50,4 Prozent der Stimmen bereits im ersten Wahlgang auf Strothmann, der 2009 und 2014 im Amt bestätigt wurde. Bei der Kommunalwahl 2020 verlor er mit 49,29 % der Stimmen gegen den parteilosen Michael Gerdhenrich.
Strothmann ist seit August 2021 hauptamtlicher Dozent mit der Bezeichnung Professor an der Hochschule für Polizei und öffentliche Verwaltung Nordrhein-Westfalen, der bundesweit größten Fachhochschule des öffentlichen Dienstes. Daneben wirkt er unter anderem als geschäftsführender Gesellschafter des Innovationszentrums Westfalen und Präsident des DRK-Kreisverbandes Beckum-Warendorf.
Strothmann ist in zweiter Ehe verheiratet und hat Kinder aus beiden Ehen. Er lebt in Beckum.
Am 15. Februar 2025 wurde Strothmann zum Beckumer Stadtprinzen der Session 2025 gekürt, in dieser traditionsreichen Rolle repräsentiert er die Stadt und nimmt an zahlreichen Veranstaltungen und Umzügen teil.

## Belege
- Offizielle Website von Karl-Uwe Strothmann